# Résultats détaillés des championnats d'Europe d'athlétisme en salle 2019
Résultats détaillés des finales des Championnats d'Europe d'athlétisme en salle 2019 se déroulant du 1er au 3 mars 2019 à Glasgow, en Grande-Bretagne. 
| Courses : 60 m - 400 m - 800 m - 1 500 m - 3 000 m Obstacles : 60 m haies Relais : Relais 4 × 400 m Sauts : Hauteur - Longueur - Triple saut - Perche Lancers : - Poids Épreuves combinées : Heptathlon / Pentathlon |

## Résultats

### 60 m
| Rang | Athlète           | Pays        | Temps  |
| ---- | ----------------- | ----------- | ------ |
| 1    | Ján Volko         | Slovaquie   | 6 s 60 |
| 2    | Emre Zafer Barnes | Turquie     | 6 s 61 |
| 3    | Joris van Gool    | Pays-Bas    | 6 s 62 |
| 4    | Richard Kilty     | Royaume-Uni | 6 s 66 |
| 5    | Konstadínos Zíkos | Grèce       | 6 s 67 |
| 6    | Amaury Golitin    | France      | 6 s 67 |
| 7    | Ojie Edoburun     | Royaume-Uni | 6 s 67 |
| 8    | Kevin Kranz       | Allemagne   | 6 s 73 |

| Rang | Athlète                 | Pays        | Temps       |
| ---- | ----------------------- | ----------- | ----------- |
| 1    | Ewa Swoboda             | Pologne     | 7 s 09      |
| 2    | Dafne Schippers         | Pays-Bas    | 7 s 14 (SB) |
| 3    | Asha Philip             | Royaume-Uni | 7 s 15      |
| 4    | Kristal Awuah           | Royaume-Uni | 7 s 15 (PB) |
| 5    | Mujinga Kambundji       | Suisse      | 7 s 16      |
| 6    | Maja Mihalinec          | Slovénie    | 7 s 21 (PB) |
| 7    | Krystsina Tsimanouskaya | Biélorussie | 7 s 26      |
| 8    | Ajla Del Ponte          | Suisse      | 7 s 30      |

### 400 m
| Rang | Athlète         | Pays     | Temps   |     |
| ---- | --------------- | -------- | ------- | --- |
| 1    | Karsten Warholm | Norvège  | 45 s 05 | =ER |
| 2    | Óscar Husillos  | Espagne  | 45 s 66 | NR  |
| 3    | Tony van Diepen | Pays-Bas | 46 s 12 | NR  |
| 4    | Luka Janežič    | Slovénie | 46 s 15 |     |
| 5    | Fabrisio Saïdy  | France   | 46 s 80 |     |
| 6    | Lucas Búa       | Espagne  | 46 s 92 |     |

| Rang | Athlète                | Pays     | Temps   |    |
| ---- | ---------------------- | -------- | ------- | -- |
| 1    | Lea Sprunger           | Suisse   | 51 s 61 | WL |
| 2    | Cynthia Bolingo        | Belgique | 51 s 62 | NR |
| 3    | Lisanne de Witte       | Pays-Bas | 52 s 34 | PB |
| 4    | Agne Šerkšniené        | Lituanie | 52 s 40 |    |
| 5    | Raphaela Lukudo        | Italie   | 52 s 48 | PB |
| 6    | Justyna Święty-Ersetic | Pologne  | 52 s 64 |    |

### 800 m
| Rang | Athlète          | Pays               | Temps         |    |
| ---- | ---------------- | ------------------ | ------------- | -- |
| 1    | Álvaro de Arriba | Espagne            | 1 min 46 s 83 |    |
| 2    | Jamie Webb       | Royaume-Uni        | 1 min 47 s 13 | PB |
| 3    | Mark English     | Irlande            | 1 min 47 s 39 |    |
| 4    | Mariano Garcia   | Espagne            | 1 min 47 s 58 | PB |
| 5    | Andreas Bube     | Danemark           | 1 min 47 s 67 |    |
| 6    | Amel Tuka        | Bosnie-Herzégovine | 1 min 47 s 91 |    |
| 7    | Andreas Kramer   | Suède              | 1 min 48 s 06 |    |

| Rang | Athlète               | Pays        | Temps         |  |
| ---- | --------------------- | ----------- | ------------- |  |
| 1    | Shelayna Oskan-Clarke | Royaume-Uni | 2 min 02 s 58 |  |
| 2    | Renelle Lamote        | France      | 2 min 03 s 00 |  |
| 3    | Olha Lyakhova         | Ukraine     | 2 min 03 s 24 |  |
| 4    | Renée Eykens          | Belgique    | 2 min 03 s 32 |  |
| 5    | Mari Smith            | Royaume-Uni | 2 min 03 s 45 |  |
| 6    | Esther Guerrero       | Espagne     | 2 min 04 s 07 |  |

### 1 500 m
| Rang | Athlète            | Pays        | Temps         |
| ---- | ------------------ | ----------- | ------------- |
| 1    | Marcin Lewandowski | Pologne     | 3 min 42 s 85 |
| 2    | Jakob Ingebrigtsen | Norvège     | 3 min 43 s 23 |
| 3    | Jésus Gómez        | Espagne     | 3 min 44 s 39 |
| 4    | Filip Sasínek      | Tchéquie    | 3 min 45 s 27 |
| 5    | Simon Denissel     | France      | 3 min 45 s 50 |
| 6    | Marius Probst      | Allemagne   | 3 min 45 s 76 |
| 7    | Karl Bebendorf     | Allemagne   | 3 min 46 s 88 |
| 8    | Robbie Fitzgibbon  | Royaume-Uni | 3 min 47 s 08 |
| -    | Neil Gourley       | Royaume-Uni | DNS           |

| Rang | Athlète               | Pays        | Temps         |  |
| ---- | --------------------- | ----------- | ------------- |  |
| 1    | Laura Muir            | Royaume-Uni | 4 min 05 s 92 |  |
| 2    | Sofia Ennaoui         | Pologne     | 4 min 09 s 30 |  |
| 3    | Ciara Mageean         | Irlande     | 4 min 09 s 43 |  |
| 4    | Katsiaryna Karneyenka | Biélorussie | 4 min 11 s 59 |  |
| 5    | Darya Barysevich      | Biélorussie | 4 min 11 s 92 |  |
| 6    | Simona Vrzalová       | Tchéquie    | 4 min 12 s 16 |  |
| 7    | Claudia Bobocea       | Roumanie    | 4 min 13 s 40 |  |
| 8    | Marta Pérez           | Espagne     | 4 min 13 s 56 |  |
| 9    | Amela Terzić          | Serbie      | 4 min 24 s 20 |  |

### 3 000 m
| Rang | Athlète             | Pays        | Temps         |
| ---- | ------------------- | ----------- | ------------- |
| 1    | Jakob Ingebrigtsen  | Norvège     | 7 min 56 s 15 |
| 2    | Chris O'Hare        | Royaume-Uni | 7 min 57 s 19 |
| 3    | Henrik Ingebrigtsen | Norvège     | 7 min 57 s 19 |
| 4    | Djilali Bedrani     | France      | 7 min 58 s 40 |
| 5    | Jonas Leanderson    | Suède       | 7 min 59 s 16 |
| 6    | Amos Bartelmeyer    | Allemagne   | 7 min 59 s 62 |
| 7    | Jimmy Gressier      | France      | 8 min 0 s 59  |
| 8    | Sam Atkin           | Royaume-Uni | 8 min 01 s 43 |
| 9    | Yoann Kowal         | France      | 8 min 02 s 85 |
| 10   | Andrew Butchart     | Royaume-Uni | 8 min 03 s 11 |
| 11   | Florian Orth        | Allemagne   | 8 min 05 s 09 |
| 12   | Sam Parsons         | Royaume-Uni | 8 min 05 s 83 |

| Rang | Athlète                   | Pays        | Temps         |    |
| ---- | ------------------------- | ----------- | ------------- | -- |
| 1    | Laura Muir                | Royaume-Uni | 8 min 30 s 61 | CR |
| 2    | Konstanze Klosterhalfen   | Allemagne   | 8 min 34 s 06 |    |
| 3    | Melissa Courtney          | Royaume-Uni | 8 min 38 s 22 | PB |
| 4    | Alina Reh                 | Allemagne   | 8 min 39 s 45 | PB |
| 5    | Karoline Bjerkeli Grøvdal | Norvège     | 8 min 52 s 12 |    |
| 6    | Maureen Koster            | Pays-Bas    | 8 min 56 s 22 |    |
| 7    | Eilish McColgan           | Royaume-Uni | 8 min 59 s 71 |    |
| 8    | Célia Antón               | Espagne     | 9 min 00 s 57 | PB |
| 9    | Viktória Gyürkés          | Hongrie     | 9 min 03 s 56 | PB |
| 10   | Margherita Magnani        | Italie      | 9 min 05 s 32 |    |
| 11   | Cristina Espejo           | Espagne     | 9 min 06 s 26 |    |
| 12   | Nada Pauer                | Autriche    | 9 min 06 s 75 |    |
| 13   | Julia van Velthoven       | Pays-Bas    | 9 min 14 s 90 |    |
| 14   | Yolanda Ngarambe          | Suède       | 9 min 17 s 73 |    |
| 15   | Ophélie Claude-Boxberger  | France      | 9 min 19 s 55 |    |
| 16   | Lisa Havell               | Suède       | 9 min 22 s 72 |    |

### 60 m haies
| Rang | Athlète                 | Pays        | Temps  |    |
| ---- | ----------------------- | ----------- | ------ | -- |
| 1    | Milan Trajkovic         | Chypre      | 7 s 60 |    |
| 2    | Pascal Martinot-Lagarde | France      | 7 s 61 |    |
| 3    | Aurel Manga             | France      | 7 s 63 |    |
| 4    | Orlando Ortega          | Espagne     | 7 s 64 |    |
| 5    | Konstadínos Douvalídis  | Grèce       | 7 s 65 | SB |
| 6    | Andrew Pozzi            | Royaume-Uni | 7 s 68 |    |
| 7    | Wilhem Belocian         | France      | 7 s 68 |    |
| 8    | Elmo Lakka              | Finlande    | 7 s 74 |    |

| Rang | Athlète           | Pays        | Temps  |    |
| ---- | ----------------- | ----------- | ------ | -- |
| 1    | Nadine Visser     | Pays-Bas    | 7 s 87 | EL |
| 2    | Cindy Roleder     | Allemagne   | 7 s 97 |    |
| 3    | Elvira Herman     | Biélorussie | 8 s 00 |    |
| 4    | Reetta Hurske     | Finlande    | 8 s 02 |    |
| 5    | Gréta Kerekes     | Hongrie     | 8 s 03 |    |
| 6    | Nooralotta Neziri | Finlande    | 8 s 09 |    |
| 7    | Andrea Ivančević  | Croatie     | 8 s 14 |    |

### Relais 4 × 400 m
| Rang | Athlètes                                                       | Pays        | Temps            |
| ---- | -------------------------------------------------------------- | ----------- | ---------------- |
| 1    | Julien Watrin Dylan Borlée Jonathan Borlée Kévin Borlée        | Belgique    | 3 min 06 s 27    |
| 2    | Óscar Husillos Manuel Guijarro Lucas Búa Bernat Erta           | Espagne     | 3 min 06 s 32 NR |
| 3    | Mame-Ibra Anne Thomas Jordier Nicolas Courbière Fabrisio Saïdy | France      | 3 min 07 s 71    |
| 4    | Dariusz Kowaluk Rafał Omelko Tymoteusz Zimny Damian Czykier    | Pologne     | 3 min 08 s 40    |
| 5    | Cameron Chalmers Joe Brier Thomas Somers Alex Haydock-Wilson   | Royaume-Uni | 3 min 08 s 48    |
| 6    | Giuseppe Leonardi Michele Tricca Brayan Lopez Vladimir Aceti   | Turquie     | 3 min 09 s 48    |

| Rang | Athlètes                                                               | Pays        | Temps            |
| ---- | ---------------------------------------------------------------------- | ----------- | ---------------- |
| 1    | Anna Kiełbasińska Iga Baumgart Małgorzata Hołub-Kowalik Justyna Święty | Pologne     | 3 min 28 s 77    |
| 2    | Laviai Nielsen Zoey Clark Amber Anning Eilidh Doyle                    | Royaume-Uni | 3 min 29 s 55    |
| 3    | Raphaela Lukudo Ayomide Folorunso Chiara Bazzoni Marta Milani          | Italie      | 3 min 31 s 90    |
| 4    | Déborah Sananes Amandine Brossier Kalyl Amaro Agnès Raharolahy         | France      | 3 min 32 s 12    |
| 5    | Cynthia Bolingo Hanne Claes Margo Van Puyvelde Camille Laus            | Belgique    | 3 min 32 s 46 NR |
| 6    | Cornelia Halbheer Lea Sprunger Fanette Humair Yasmin Giger             | Suisse      | 3 min 33 s 72    |

### Saut en hauteur
| Rang | Athlète              | Pays        | Marque |     |
| ---- | -------------------- | ----------- | ------ | --- |
| 1    | Gianmarco Tamberi    | Italie      | 2,32 m | =EL |
| 2    | Konstadínos Baniótis | Grèce       | 2,26 m |     |
| 2    | Andriy Protsenko     | Ukraine     | 2,26 m |     |
| 4    | Chris Baker          | Royaume-Uni | 2,22 m |     |
| 4    | Tikhomir Ivanov      | Bulgarie    | 2,22 m |     |
| 6    | Sylwester Bednarek   | Pologne     | 2,22 m |     |
| 7    | Falk Wendrich        | Allemagne   | 2,18 m |     |
| 8    | Mateusz Przybylko    | Allemagne   | 2,18 m |     |

| Rang | Athlète            | Pays                       | Marque |    |
| ---- | ------------------ | -------------------------- | ------ | -- |
| 1    | Mariya Lasitskene  | Athlètes neutres autorisés | 2,01 m | EL |
| 2    | Yuliya Levchenko   | Ukraine                    | 1,99 m |    |
| 3    | Airinė Palšytė     | Lituanie                   | 1,97 m |    |
| 4    | Kateryna Tabashnyk | Ukraine                    | 1,97 m |    |
| 5    | Iryna Gerashchenko | Ukraine                    | 1,94 m |    |
| 6    | Michaela Hrubá     | Tchéquie                   | 1,94 m | SB |
| 7    | Erika Kinsey       | Suède                      | 1,91 m |    |
| 7    | Imke Onnen         | Allemagne                  | 1,91 m |    |
| 9    | Morgan Lake        | Royaume-Uni                | 1,91 m |    |
| 10   | Maruša Černjul     | Slovénie                   | 1,91 m | PB |
| 11   | Daniela Stanciu    | Roumanie                   | 1,87 m |    |
| 12   | Karyna Taranda     | Biélorussie                | 1,87 m |    |

### Saut en longueur
| Rang | Athlète                 | Pays     | Marque |    |
| ---- | ----------------------- | -------- | ------ | -- |
| 1    | Miltiádis Tedóglou      | Grèce    | 8,38 m | WL |
| 2    | Thobias Nilsson Montler | Suède    | 8,17 m | PB |
| 3    | Strahinja Jovančević    | Serbie   | 8,03 m | NR |
| 4    | Eusebio Cáceres         | Espagne  | 7,98 m |    |
| 5    | Serhiy Nykyforov        | Ukraine  | 7,89 m |    |
| 6    | Tomasz Jaszczuk         | Pologne  | 7,80 m |    |
| 7    | Radek Juška             | Tchéquie | 7,79 m |    |
| 8    | Vladyslav Mazur         | Ukraine  | 7,75 m |    |

| Rang | Athlète                     | Pays        | Marque |     |
| ---- | --------------------------- | ----------- | ------ | --- |
| 1    | Ivana Španović              | Serbie      | 6,99 m | =WL |
| 2    | Nastassia Mironchyk-Ivanova | Biélorussie | 6,93 m | PB  |
| 3    | Maryna Bekh-Romanchuk       | Ukraine     | 6,84 m |     |
| 4    | Malaika Mihambo             | Allemagne   | 6,83 m |     |
| 5    | Alina Rotaru                | Roumanie    | 6,64 m |     |
| 6    | Tania Vicenzino             | Italie      | 6,58 m |     |
| 7    | Abigail Irozuru             | Royaume-Uni | 6,50 m |     |
| 8    | Florentina Costina Iusco    | Roumanie    | 6,49 m |     |

### Saut à la perche
| Rang | Athlète                | Pays                       | Marque |    |
| ---- | ---------------------- | -------------------------- | ------ | -- |
| 1    | Paweł Wojciechowski    | Pologne                    | 5,90 m | PB |
| 2    | Piotr Lisek            | Pologne                    | 5,85 m |    |
| 3    | Melker Svärd Jacobsson | Suède                      | 5,75 m |    |
| 4    | Emmanouíl Karalís      | Grèce                      | 5,65 m |    |
| 4    | Claudio Stecchi        | Italie                     | 5,65 m |    |
| 6    | Sondre Guttormsen      | Norvège                    | 5,65 m |    |
| 7    | Bo Kanda Lita Baehre   | Allemagne                  | 5,55 m |    |
| 8    | Georgiy Gorokhov       | Athlètes neutres autorisés | 5,55 m |    |
| -    | Konstadínos Filippídis | Grèce                      | NM     |    |

| Rang | Athlète                | Pays                       | Marque |     |
| ---- | ---------------------- | -------------------------- | ------ | --- |
| 1    | Anzhelika Sidorova     | Athlètes neutres autorisés | 4,85 m |     |
| 2    | Holly Bradshaw         | Royaume-Uni                | 4,75 m |     |
| 3    | Nikoléta Kiriakopoúlou | Grèce                      | 4,65 m |     |
| 4    | Angelica Moser         | Suisse                     | 4,65 m | PB  |
| 4    | Ekateríni Stefanídi    | Grèce                      | 4,65 m |     |
| 6    | Iryna Zhuk             | Biélorussie                | 4,65 m | =NR |
| 7    | Ninon Guillon-Romarin  | France                     | 4,65 m |     |
| 8    | Michaela Meijer        | Suède                      | 4,55 m |     |

### Triple saut
| Rang | Athlète        | Pays        | Marque  |    |
| ---- | -------------- | ----------- | ------- | -- |
| 1    | Nazim Babayev  | Azerbaïdjan | 17,29 m | PB |
| 2    | Nelson Évora   | Portugal    | 17,11 m | SB |
| 3    | Max Heß        | Allemagne   | 17,10 m | SB |
| 4    | Yoann Rapinier | France      | 16,72 m |    |
| 5    | Kévin Luron    | France      | 16,63 m |    |
| 6    | Tomáš Veszelka | Tchéquie    | 16,35 m |    |
| 7    | Nathan Douglas | Royaume-Uni | 16,33 m |    |
| 8    | Simone Forte   | Italie      | 15,54 m |    |

| Rang | Athlète               | Pays     | Marque  |    |
| ---- | --------------------- | -------- | ------- | -- |
| 1    | Ana Peleteiro         | Espagne  | 14,73 m | EL |
| 2    | Paraskeví Papahrístou | Grèce    | 14,50 m | PB |
| 3    | Olha Saladukha        | Ukraine  | 14,47 m | SB |
| 4    | Patrícia Mamona       | Portugal | 14,43 m |    |
| 5    | Susana Costa          | Portugal | 14,43 m | PB |
| 6    | Kristiina Mäkelä      | Finlande | 14,29 m |    |
| 7    | Rouguy Diallo         | France   | 14,18 m |    |
| 8    | Hanna Krasutska       | Ukraine  | 13,95 m |    |

### Lancer du poids
| Rang | Athlète            | Pays               | Marque  |    |
| ---- | ------------------ | ------------------ | ------- | -- |
| 1    | Michał Haratyk     | Pologne            | 21,65 m | EL |
| 2    | David Storl        | Allemagne          | 21,54 m | SB |
| 3    | Tomáš Staněk       | Tchéquie           | 21,25 m | SB |
| 4    | Francisco Belo     | Portugal           | 20,97 m | PB |
| 5    | Bob Bertemes       | Luxembourg         | 20,70 m |    |
| 6    | Mesud Pezer        | Bosnie-Herzégovine | 20,69 m |    |
| 7    | Marcus Thomsen     | Norvège            | 20,22 m |    |
| 8    | Nikólaos Skarvélis | Grèce              | 20,13 m |    |

| Rang | Athlète              | Pays        | Marque  |    |
| ---- | -------------------- | ----------- | ------- | -- |
| 1    | Radoslava Mavrodieva | Bulgarie    | 19,12 m | PB |
| 2    | Christina Schwanitz  | Allemagne   | 19,11 m |    |
| 3    | Anita Márton         | Hongrie     | 19,00 m | SB |
| 4    | Aliona Dubitskaya    | Biélorussie | 18,71 m |    |
| 5    | Klaudia Kardasz      | Pologne     | 18,23 m |    |
| 6    | Fanny Roos           | Suède       | 18,21 m |    |
| 7    | Sara Gambetta        | Allemagne   | 17,60 m |    |
| 8    | Alina Kenzel         | Allemagne   | 17,55 m |    |

### Heptathlon / Pentathlon
| Rang | Athlète                 | Pays                       | Points    |     |
| ---- | ----------------------- | -------------------------- | --------- | --- |
| 1    | Jorge Ureña             | Espagne                    | 6 218 pts | WL  |
| 2    | Tim Duckworth           | Royaume-Uni                | 6 156 pts |     |
| 3    | Ilya Shkurenyov         | Athlètes neutres autorisés | 6 145 pts |     |
| 4    | Fredrik Samuelsson      | Suède                      | 6 125 pts | PB  |
| 5    | Andreas Bechmann        | Allemagne                  | 6 001 pts |     |
| 6    | Thomas Van der Plaetsen | Belgique                   | 5 989 pts |     |
| 7    | Martin Roe              | Norvège                    | 5 951 pts | =NR |
| 8    | Vital Zhuk              | Biélorussie                | 5 689 pts |     |
| 9    | Janek Õiglane           | Estonie                    | 5 118 pts |     |
| 10   | Jiří Sýkora             | Tchéquie                   | 5 016 pts |     |
| -    | Basile Rolnin           | France                     | DNF       |     |
| -    | Karl Robert Saluri      | Estonie                    | DNF       |     |

| Rang | Athlète                   | Pays        | Points    |     |
| ---- | ------------------------- | ----------- | --------- | --- |
| 1    | Katarina Johnson-Thompson | Royaume-Uni | 4 983 pts | WL  |
| 2    | Niamh Emerson             | Royaume-Uni | 4 731 pts | PB  |
| 3    | Solène Ndama              | France      | 4 723 pts | =NR |
| 4    | Ivona Dadic               | Autriche    | 4 702 pts |     |
| 5    | Laura Ikauniece           | Lettonie    | 4 701 pts | NR  |
| 6    | Verena Preiner            | Autriche    | 4 637 pts | PB  |
| 7    | Xénia Krizsán             | Hongrie     | 4 608 pts | SB  |
| 8    | Hanne Maudens             | Belgique    | 4 440 pts |     |
| 9    | María Vicente             | Espagne     | 4 363 pts |     |
| 10   | Eliška Klučinová          | Tchéquie    | 3 518 pts |     |
| -    | Alina Shukh               | Ukraine     | DNF       |     |
| -    | Anouk Vetter              | Pays-Bas    | DNF       |     |

## Légende
Records et Performances
- AR : Record continental (area record)
- CR : Record des championnats (championship record)
- MR : Record du meeting (meet record)
- NR : Record national (national record)
- OR : Record olympique (olympic record)
- PR : Record paralympique (paralympic record)
- PB : Record personnel (personal best)
- SB : Meilleure performance personnelle de la saison (season's best)
- WL : Meilleure performance mondiale de l'année (world leader)
- WJR : Record du monde junior (world junior record)
- WR : Record du monde (world record)

Circonstances et Conditions
- DNF : N'a pas terminé (did not finish)
- DNS : N'a pas pris le départ (did not start)
- DQ : Disqualification (disqualification)
- NM : Aucun essai valable enregistré (No Mark)
- Q : Qualifié « directement » au prochain tour (ou à la prochaine compétition), lors d'une compétition majeure, grâce au classement ou à la réalisation des minima (automatic qualifier)
- q : Qualifié au prochain tour (ou à la prochaine compétition), lors d'une compétition majeure, grâce au repêchage ou à la réalisation de l'une des meilleures performances parmi celles des « non qualifiés directement » (grâce au meilleur temps ou à la meilleure distance par exemple) (secondary qualifier)